# Фудбалски савез Босне и Херцеговине
Фудбалски/Ногометни савез Босне и Херцеговине (Ф/НСБиХ) савез је који се стара о организовању и развоју фудбала на простору целе Босне и Херцеговине.
Распадом СФР Југославије и Фудбалски савез СР Босне и Херцеговине је престао да постоји. Априла 1992. године основан је Ногометни савез Босне и Херцеговине (НСБиХ) који је одмах тражио чланство у УЕФА и ФИФА. Због ратних дејстава и немогућности рада, примљен је тек 1996. године као пуноправни члан ФИФЕ и придружени члан УЕФЕ. На састанку УЕФЕ у Даблину, Ирска 1998. године НСБиХ постао је пуноправни члан УЕФЕ-е.
Исте 1992. године формиран је и Фудбалски савез Републике Српске.
Генерална скупштина НСБиХ одржана је 15. априла 2000. године на којој је усвојен Статут, без присуства представника Фудбалског савеза Републике Српске, који се у сезони 2002/2003. придружује Фудбалско/Ногометном или Ногометно/Фудбалском савезу Босне и Херцеговине.
Због сложене структуре на терену мора се као и у другим институцијама Босне и Херцеговине водити рачуна о заступљености сва три народа. Тако је Председништво састављено од три члана (три конститутивна народа) од којих је један председник и два потпредседника. Обавезна је ротација сваких 16 месеци.
Тренутно дужност председника обавља Сулејнам Чолаковић, а потпредседници су Богдан Чеко и Иљо Домниковић. Вд. генералног секретара је Јасмин Баковић, а портпарол савеза је Славица Пецикоза.
Фудбалско/Ногометни савез Босне и Херцеговине води рачуна о свим репрезентативним селекцијама и организацији заједничке Премијер лиге, Купа Босне и Херцеговине, Супер купа и Купа БиХ за жене. Такмичење у првим и нижим лигама сваки на својој територији организују Ногометни савез БиХ и Фудбалски савез Републике Српске.
Тренер фудбалске репрезентације БиХ (2010) је Сафет Сушић.
Савез има сједиште у Сарајеву, Ферхадија 30.